# Johan Henrik Wadsten

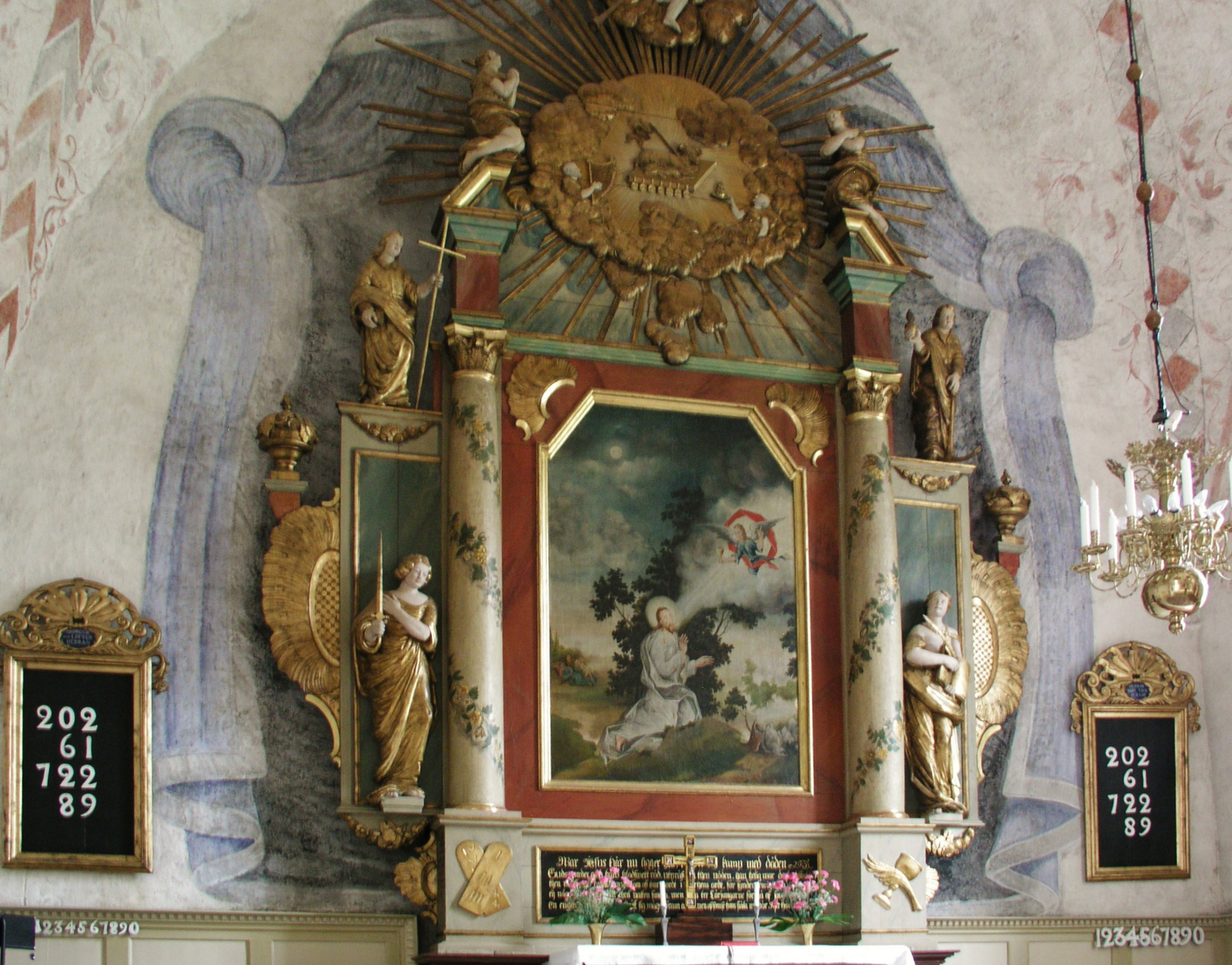
Altarmålning i Gärdslösa kyrka utförd av Johan Henrik Wadsten och Anders Georg Wadsten.

Johan Henrik Wadsten, född 7 juni 1734 i Eksjö, död omkring 1800 i Fagerhult, Kalmar län, var en svensk målare.
Han var son till målaren Peter Erlandsson Wadsten och Maria Hagman och gift med Helena Fagerholm samt far till Erland, Anna Maria och Lovisa Wadsten. Han var bror till Anders Georg, Carl Fredrik och Paul Wadsten samt farbror till Lars Peter Wadsten. Han utbildades till målargesäll hos Johan Kinnerus i Jönköping. Efter att han skrevs ut som gesäll 1757 var han troligen medarbetade till sin bror vid arbetet på bland annat altartavlan i Gärdslösa kyrka 1764. Senare bosatte han sig i Fagerhult där han blir gift med en klockardotter. I Kråksmåla kyrka dekorationsmålade han korets timmervägg med en scen av korsnedtagandet 1766 han återkommer till samma kyrka 1775 och utför en del dekorationsmålning och möjligen även en takmålning. Under 1788 vistas han på Öland och utför dekorationsmålningar där han bland annat har signerat en brudbänk som är dekorationsmålad med rokokoslingor i vitt och kyrktagningspall i Runstens kyrka. Enligt traditionen var han en skicklig på möbel och inredningsmåleri och lärde upp sina tre barn i tekniken att dekorationsmåla. Efter hans frånfälle flyttade änkan och de tre barnen till Högsby.  